# آمپلیتیود
آمپلیتیود (انگلیسی: Amplitude) شرکت الکترونیک آمریکایی است، که در سال ۲۰۱۲ تأسیس شد.